# Lajki (singel)
Lajki (styl. LAJKI) – singel polskiego rapera Hellfield'a i polskiej influencerki Zusje, który został wydany 11 stycznia 2024.
Nagranie otrzymało w Polsce status złotej płyty 28 sierpnia 2024.

## Nagrywanie
Utwór został wyprodukowany przez CrackHouse, w składzie którego znajduje się Hellfield oraz Divix. Za mix/mastering oraz realizację utworu odpowiada Michał „Hellfield” Kacprzak oraz Dawid „Divix” Łopatowski. Tekst piosenki napisany został przez Kamilę Smogulecką oraz Michała Kacprzaka.

## Twórcy
Opracowane na podstawie Apple Music oraz Genius.
- Zusje – wokal, tekst
- Hellfield – produkcja, kompozycja, realizacja, mix, mastering, tekst, wokal
- Divix – produkcja, kompozycja, realizacja, mix, mastering

## Teledysk
Do utworu powstał teledysk, który udostępniono 11 stycznia 2024 za pośrednictwem serwisu YouTube.

## Lista utworów
- Digital download[1]

1. „LAJKI” – 2:02

## Notowania
Opracowano na podstawie materiału źródłowego.
| Kraj   | Lista               | Pozycja |
| ------ | ------------------- | ------- |
| Polska | iTunes: Hip Hop/Rap | 1       |
| Polska | iTunes: All Genres  | 12      |
| Polska | YouTube: Top 100    | 52      |

## Certyfikat i sprzedaż
| Kraj          | Certyfikat  | Sprzedaż | Data przyznania  |
| ------------- | ----------- | -------- | ---------------- |
| Polska (ZPAV) | złota płyta | 25 000+  | 28 sierpnia 2024 |